# Вірус кохання
«Вірус кохання» (англ. Get Over It) — американська романтична комедія режисера Томмі О'Хейвера.

## Сюжет
Випускник Берк Ландерс зустрічається з красунею Елісон, в яку був закоханий з пелюшок. Всі вважали їх ідеальною парою, і здавалося, що це — кохання. Але Берк отримує від воріт поворот, і ось вже Елісон бачать в компанії найкрутішого хлопця — Страйкера (він учасник бой-бенда). Берк перебуває в ступорі від відчаю. Всі спроби друзів привести його до тями провалюються одна за однією, до тих пір, поки за справу серйозно не береться Келлі, молодша сестра його найкращого друга. Вони всі четверо погоджуються на участь в шкільному рок-мюзиклі за Шекспіром «Сон літньої ночі». Далі їх відносини розвиваються до прем'єри мюзиклу, на якій Берк розуміє, хто з двох дівчат йому дійсно потрібна. Кінцівку мюзикла трохи переробляє сам Берк.

## Ролі
| Актор               | Роль                   |
| ------------------- | ---------------------- |
| Бен Фостер          | Берк                   |
| Кірстен Данст       | Келлі                  |
| Мелісса Сейджміллер | Еліссон                |
| Сіско               | Денні                  |
| Шейн Вест           | Страйкер               |
| Колін Хенкс         | Фелікс                 |
| Зої Салдана         | Меггі                  |
| Міла Куніс          | Базін                  |
| Свузі Керц          | Беверлі Ландерс        |
| Ед Беглі молодший   | Френк Ландерс          |
| Мартін Шорт         | доктор Десмонд Форрест |
| Кармен Електра      | Пані Мойра             |

## Знімальна група
- Режисер — Томмі О'Хейвер
- Сценарист — Р. Лі Флемінг мл.
- Продюсер — Майкл Барнс, Марк Бутан, Пол Фельдшер
- Композитор — Стів Бартек